# Убойный выход

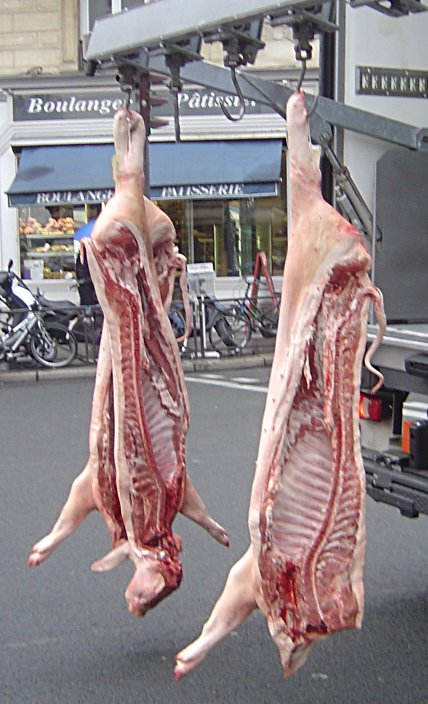
Полутуши свиньи.

Убо́йный вы́ход — отношение убойной массы туши животного к предубойной массе; выражается в процентах (%). 
Убойный выход характеризует соотношение частей тела, в первую очередь идущих в пищу человеку (мясо, сало), кожа (для свиней и птицы), кости и другое). Субпродукты (внутренности) при расчёте убойного выхода не учитываются.
Крупный рогатый скот — 50—65 % и выше (зависит от упитанности); свиньи — 70—80 % и выше, овцы — 45—55 %, птица — 75—85 %, кролики — до 60—62 %.
Убо́йная ма́сса — масса туши с внутренним и подкожным салом, без кожи, головы, нижних частей ног и внутренностей. 

## Побочные продукты
Большая часть материала, который удаляется в первичной коммерческой разделке, не утилизируется, а обрабатывается или продается индивидуально. Это включает в себя некоторые органы, такие как печень, почки и язык. Другие части, которые могут быть проданы, включают потроха, мозг и ноги, такие как популярные в США свиные ноги (копыта) или популярные в азиатских странах куриные ноги. В некоторых странах существует избыток этих внутренних органов по сравнению со спросом на них, поэтому они просто будут использоваться в качестве кормовой добавки. Кость измельчается в порошок для приготовления костной муки и, как и большая часть побочного материала, используется для корма для животных, такого как корм для собак. Эта продукция не учитываются при расчете веса, который ориентирован в первую очередь на более желательные сорта мяса.